# Idjwi
Idjwi är ett territorium i Kongo-Kinshasa. Det ligger i provinsen Södra Kivu, i den östra delen av landet, 1 500 km öster om huvudstaden Kinshasa. Territoriet, som avskildes från Kalehe 1974, omfattar ön Idjwi och omkringliggande mindre öar i Kivusjön.